# Rally de Córcega de 2014

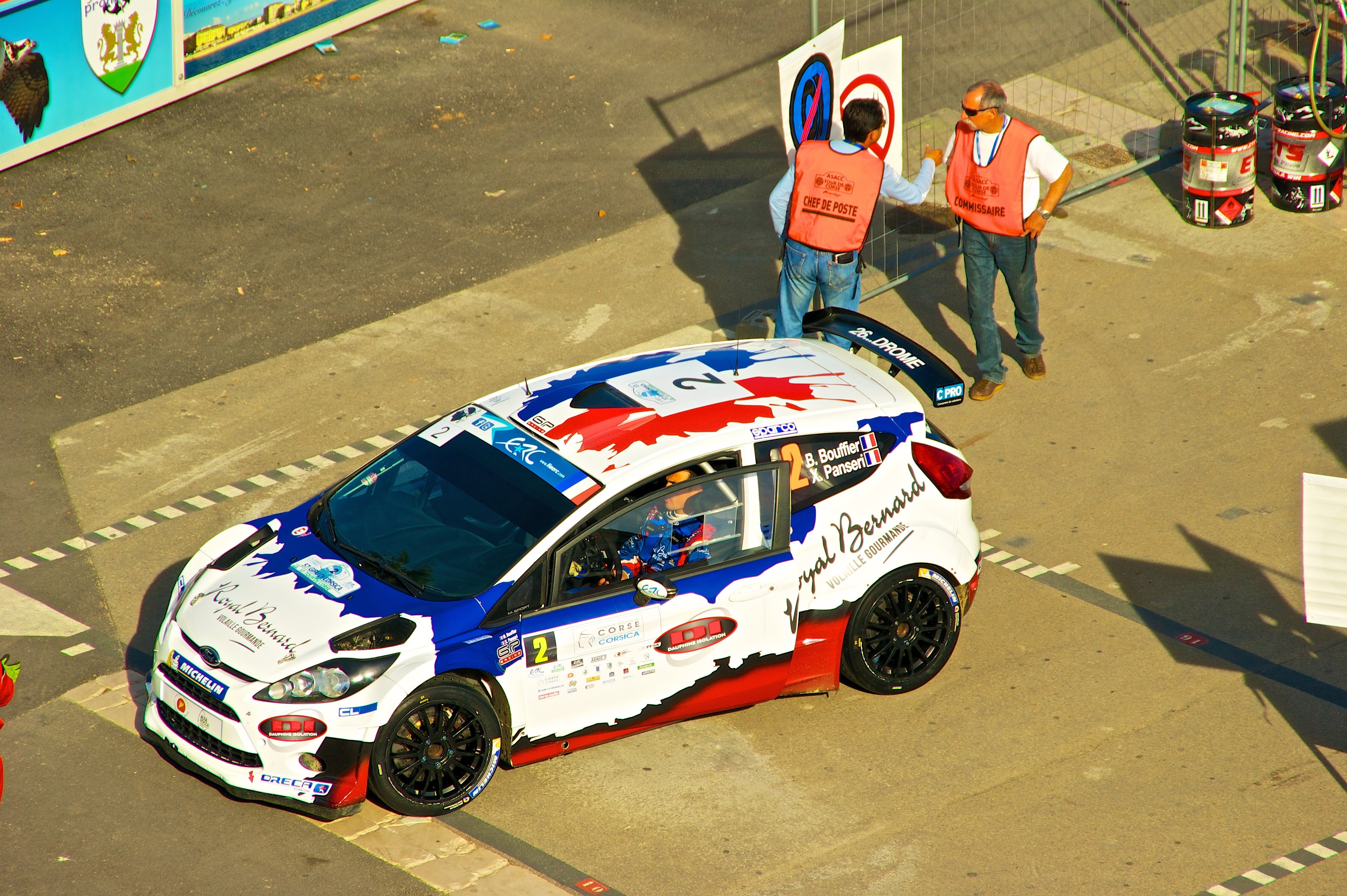
Ford Fiesta - Tour de Córcega 2014.

El Rally de Córcega de 2014 fue la 57.ª edición y la undécima y última ronda de la temporada 2014 del Campeonato de Europa de Rally. Se celebró del 6 al 8 de noviembre y contó con un itinerario de once tramos sobre asfalto que sumaban un total de 251,50 km cronometrados. También fue puntuable para los campeonatos del europeo: ERC Production Cup, ERC Junior y ERC 2WD. En la prueba se inscribieron cincuenta pilotos, entre los que se encontraba el francés Bryan Bouffier, con un Ford Fiesta RRC, ganador de la edición anterior. Entre los pilotos locales también destacaban Robert Consani (Peugeot 207 S2000), Stéphane Sarrazin (Ford Fiesta RRC), Julien Maurin (Ford Fiesta R5) o Romain Dumas (Porsche 997 GT3 RS 4.0 RGT). Del equipo Škoda Motorsport solo participó Esapekka Lappi, líder del certamen, ya que su compañero Sepp Wiegand sufrió un accidente durante unos test antes de la prueba y su Škoda Fabia S2000 terminó dañado a causa de las llamas que prendieron. Tanto Wiegand como su copiloto salieron ilesos. De esta manera Lappi automáticamente se proclamaba campeón del europeo antes de la celebración del rally.
Sarrazin y Bouffier pelearon por la victoria con triunfo para el primero que lideró gran parte de la prueba y se adjudicó seis tramos, salvo en el segundo donde ambos marcaron el mismo tiempo. Bouffier solo pudo ser líder momentáneamente tras el segundo tramo y terminó segundo. Tercero fue el neerlandés Kevin Abbring con el Peugeot 208 T16 a más de minuto y medio del ganador. Cuarto fue el francés Eric Camilli con el Peugeot 207 S2000 y en la quinta posición finalizó Romain Dumas con el Porsche 997. Entre los abandonos más destacados figuran, Esapekka Lappi por accidente en el sexto tramo, Kajetanowicz con avería en su Fiesta R5 y Craig Breen también por problemas mecánicos. En dos ruedas motrices el más rápido fue Pierre-Antoine Guglielmi con el Renault Clio R3 que terminó en la novena plaza de la general. Andrea Crugnola fue el vencedor en la categoría junior, si bien Stéphane Lefebvre, segundo, se proclamaba campeón del europeo junior, título al que sumaba el mundial junior que también había logrado esa misma temporada. Vitaliy Pushkar segundo en la categoría de producción se adjudicaba el campeonato en dicha categoría mientras que Zoltan Bessenyey lo hacía en el campeonato de dos ruedas motrices.

## Itinerario
| Día   | Tramo | Nombre                              | Distancia | Hora  | Ganador                          | Tiempo  | Vel. media | Líder rally       |
| ----- | ----- | ----------------------------------- | --------- | ----- | -------------------------------- | ------- | ---------- | ----------------- |
| Día 1 | SS1   | Palavese-Le barrage de L'Ospedale 1 | 14.93 km  | 08:31 | Stéphane Sarrazin                | 8:12.2  | 109,2 km/h | Stéphane Sarrazin |
| Día 1 | SS2   | Sorbollano-Acoravo 1                | 26.11 km  | 09:24 | Stéphane Sarrazin Bryan Bouffier | 15:35.7 | 100,5 km/h | Stéphane Sarrazin |
| Día 1 | SS3   | Sartene-Orone 1                     | 26.66 km  | 10:17 | Bryan Bouffier                   | 17:13.5 | 92,9 km/h  | Bryan Bouffier    |
| Día 1 | SS4   | Palavese-Le barrage de L'Ospedale 1 | 14.93 km  | 13:03 | Stéphane Sarrazin                | 8:08.5  | 110,0 km/h | Stéphane Sarrazin |
| Día 1 | SS5   | Sorbollano-Acoravo 1                | 26.11 km  | 13:03 | Bryan Bouffier                   | 15:35.6 | 100,5 km/h | Stéphane Sarrazin |
| Día 1 | SS6   | Sartene-Orone 1                     | 26.66 km  | 14:49 | Bryan Bouffier                   | 17:03.8 | 93,7 km/h  | Stéphane Sarrazin |
| Día 2 | SS7   | Acqua Doria- Bellevalle             | 28.26 km  | 08:18 | Stéphane Sarrazin                | 16:55.9 | 100,1 km/h | Stéphane Sarrazin |
| Día 2 | SS8   | Bastelica-Tavera 1                  | 17.27 km  | 09:38 | Stéphane Sarrazin                | 11:25.8 | 90,7 km/h  | Stéphane Sarrazin |
| Día 2 | SS9   | Sarrola-Liamone 1                   | 26.65 km  | 10:56 | Stéphane Sarrazin                | 17:31.5 | 91,2 km/h  | Stéphane Sarrazin |
| Día 2 | SS10  | Bastelica-Tavera 2                  | 17.27 km  | 14:39 | Stéphane Sarrazin                | 11:21.2 | 91,3 km/h  | Stéphane Sarrazin |
| Día 2 | SS11  | Sarrola-Liamone 2                   | 26.65 km  | 15:57 | Bryan Bouffier                   | 17:23.1 | 92,0 km/h  | Stéphane Sarrazin |

## Clasificación final
| Pos. | Piloto                   | Copiloto               | Automóvil                  | Tiempo    | Diferencia |
| ---- | ------------------------ | ---------------------- | -------------------------- | --------- | ---------- |
| 1    | Stéphane Sarrazin        | Jacques-Julien Renucci | Ford Fiesta RRC            | 2:36:48.4 | 0.0        |
| 2    | Bryan Bouffier           | Xavier Panseri         | Ford Fiesta RRC            | 2:37:07.3 | +18.9      |
| 3    | Kevin Abbring            | Sebastian Marshall     | Peugeot 208 T16            | 2:38:26.6 | +1:38.2    |
| 4    | Eric Camilli             | Benjamin Veillas       | Peugeot 207 S2000          | 2:39:12.5 | +2:24.1    |
| 5    | Romain Dumas             | Denis Giraudet         | Porsche 997 GT3 RS 4.0 RGT | 2:42:30.3 | +5:41.9    |
| 6    | Bruno Magalhães          | Carlos Magalhães       | Peugeot 208 T16            | 2:43:18.3 | +6:29.9    |
| 7    | Jean-Mattieu Leandri     | Fabrice Gordon         | Ford Fiesta R5             | 2:44:21.9 | +7:33.5    |
| 8    | Jaromír Tarabus          | Daniel Trunkát         | Škoda Fabia S2000          | 2:44:39.7 | +7:51.3    |
| 9    | Pierre-Antoine Guglielmi | Jean Noël Vesperini    | Renault Clio R3            | 2:47:07.4 | +10:19.0   |
| 10   | Laurent Reuche           | Jean Deriaz            | Renault Clio RS R3T        | 2:50:09.4 | +13:21.0   |

| Predecesor: Valais 2014 | ERC 2014 | Sucesor: - |